# Berwick Carbuilders
I Berwick Carbuilders sono stati una franchigia di pallacanestro della EPBL, con sede a Berwick, in Pennsylvania, attivi tra il 1949 e il 1954.
Vennero fondati nel 1949 e disputarono quattro stagioni nella EPBL (saltando il campionato 1951-52), e disputarono la finale nel 1953. Scomparvero dopo il campionato 1953-54.

## Stagioni
| Stagione | Lega | Denominazione       | V  | P  | %    | Piazzamento | Play-off    |
| -------- | ---- | ------------------- | -- | -- | ---- | ----------- | ----------- |
| 1949-50  | EPBL | Berwick Carbuilders | 8  | 17 | 32,0 | 4º          | -           |
| 1950-51  | EPBL | Berwick Carbuilders | 15 | 13 | 53,3 | 3º          | -           |
| 1951-52  |      | non disputata       |    |    |      |             |             |
| 1952-53  | EPBL | Berwick Carbuilders | 8  | 12 | 40,0 | 4º          | Finale EPBL |
| 1953-54  | EPBL | Berwick Carbuilders | 14 | 16 | 46,7 | 5º          | -           |